# فرجينيا كوثبرت
فرجينيا كوثبرت (بالإنجليزية: Virginia Cuthbert)‏ هي فنانة أمريكية، ولدت في 27 أغسطس 1908 في ويست نيوتن في الولايات المتحدة، وتوفيت في 2001.